# Blind Dating
Pour plus de détails, voir Fiche technique et Distribution.
Blind Dating est un film américano-britannique réalisée par James Keach et sorti en 2006.
Le film a été produit par David Shanks et James Keach.
Lors de sa sortie, le film a reçu de mauvaises critiques, comme « Ce film est inexplicable. »

## Synopsis
Danny Valdessecchi est un être intelligent, beau, et charmant, mais malheureusement aveugle. Après avoir été aveugle de naissance, il fait du bénévolat pour une procédure risquée expérimental qui peut lui rendre la vue, on va lui installer une puce dans le cortex visuel de son cerveau qui se connecte à une caméra qui lui donnerait seulement, au mieux, des images en noir et blanc. Pendant les essais, il rencontre une belle nourrice indienne, Leeza. Lorsque Danny se rend finalement compte qu'il est en train de sortir avec elle, Leeza lui dit qu'elle ne peut plus le voir parce qu'elle est déjà promise à quelqu'un, un mariage arrangé. Danny estime que Leeza ne veut pas poursuivre leur relation à cause de lui car il est aveugle, alors il déprime et cesse de faire les tests nécessaires pour son opération du cerveau.
La famille de Danny, son psychothérapeute excentrique Dr Evans et son ophtalmologiste Dr Perkins, lui conseillent de continuer car c'est sa seule chance d'obtenir la vue. Danny accepte après quelques hésitations.

## Fiche technique
- Titre original et français : Blind Dating
- Réalisation : James Keach
- Scénario : Christopher Theo
- Photographie : Julio Macat
- Montage : Larry Bock
- Musique : Heitor Pereira
- Production : David Shanks et James Keach
- Société de distribution : LLC
- Pays d'origine :  États-Unis,  Royaume-Uni
- Langue originale : anglais
- Format : couleur - 2:35,1 - son Dolby
- Genre : comédie romantique
- Date de sortie[2] :
  - États-Unis : 28 juillet 2006 (Festival du film de Stoneybrook) ; 11 mai 2007 (sortie limitée)
  - Royaume-Uni : 3 novembre 2006
  - France : 5 février 2008 (sorti directement en DVD, en version québécoise uniquement) ; 18 novembre 2017 (sorti en VOD, version française)

## Distribution
- Chris Pine (VF : Emmanuel Garijo ; VQ : Jean-François Beaupré) : Danny
- Eddie Kaye Thomas (VF : Emmanuel Curtil ; VQ : Nicholas Savard L'Herbier) : Larry / Lorenzo
- Anjali Jay (VF : Marie Zidi ; VQ : Claudia-Laurie Corbeil) : Leeza Raja
- Frank Gerrish (VF : Bruno Magne ; VQ : Jean-François Blanchard) : Angelo
- Jane Seymour (VF : Évelyne Séléna ; VQ : Nathalie Coupal) : Dr Evans
- Stephen Tobolowsky (VF : Bernard Alane ; VQ : Sylvain Hétu) : Dr Perkins
- Katy Mixon (VQ : Geneviève Déry) : Suzie
- Jennifer Alden (VQ : Camille Cyr-Desmarais) : Jasmine
- Jayma Mays : Mandy
- Pooch Hall (VF : Maxime Baudouin ; VQ : Éric Paulhus) : Jay
- Sendhil Ramamurthy (VF : Stéphane Fourreau) : Arvind
- Iqbal Theba : M. Raja
- Jodi Russell : Mme Van de Meer
- John Boccia : Jonnie
- Judith Benezra : Heidi
- Dee Macaluso (VF : Catherine Davenier ; VQ : Marie-Andrée Corneille) : Lucia
- Amelia Praggastis (VQ : Sarah-Jeanne Labrosse) : Marie
- Joey Miyashima : Dr Sato

 Source et légende : version française (VF) sur RS Doublage et selon le carton du doublage français télévisuel.
 Source et légende : version québécoise (VQ) sur Doublage.qc.ca

## Source
- (en) Cet article est partiellement ou en totalité issu de l’article de Wikipédia en anglais intitulé « Blind Dating » (voir la liste des auteurs).